# Jeff Blauser
Jeffrey Michael Blauser (né le 8 novembre 1965 à Los Gatos, Californie, États-Unis) est un ancien joueur professionnel de baseball.
Il évolue dans la Ligue majeure de baseball au poste d'arrêt-court pour les Braves d'Atlanta de 1987 à 1997 et les Cubs de Chicago en 1998 et 1999. Membre de l'équipe des Braves championne de la Série mondiale 1995 et quatre fois championne de la Ligue nationale de 1991 à 1996, Blauser est invité aux matchs des étoiles en 1993 et 1997 et reçoit un Bâton d'argent pour ses performances en offensive en 1997.